# 1179

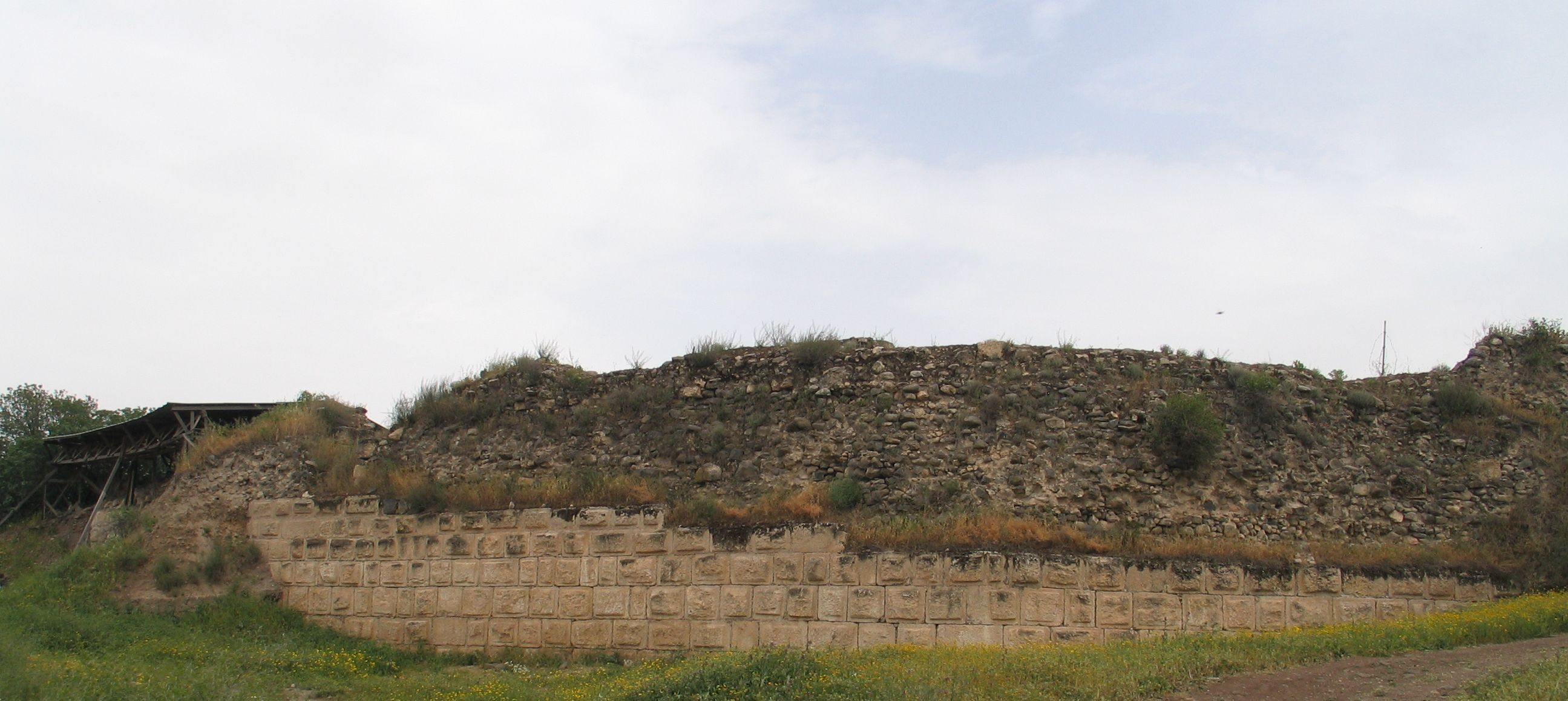
De ruïnes van de onvoltooide kruisvaardersburcht bij Jakobs Voorde

Het jaar 1179 is het 79e jaar in de 12e eeuw volgens de christelijke jaartelling.

## Gebeurtenissen
- maart - In het Derde Lateraans Concilie regel paus Alexander III de situatie na beëindiging van het recente schisma tussen hem en de aanhangers van keizer Frederik Barbarossa.
  - Alleen de kardinalen kunnen een nieuwe paus kiezen, met 2/3 meerderheid. Een niet op deze wijze gekozen persoon die het pausschap claimt, wordt geëxcommuniceerd (apostolische constitutie Licet de vitanda, 19 maart).
  - De katharen worden in de ban gedaan.
  - Joden dienen gescheiden van christenen te wonen.
- pasen - Agnes, de (vermoedelijk achtjarige) dochter van Lodewijk VII vertrekt naar Constantinopel waar zij met Alexios II Komnenos zal trouwen.
- 10 april - Boudewijn IV van Jeruzalem wordt aangevallen door Farukh Shah. Bij deze aanval raakt Humfred II van Toron dodelijk gewond.
- 2 mei - Verdrag van Ribemont - Simon II en Ferry I, de zonen van wijlen hertog Mattheus I van Lotharingen, die elkaar al drie jaar de opvolging bevechten, komen tot een vergelijk waarbij het hertogdom verdeeld wordt.
- 11 juni - Slag bij Marjayoun: Saladin verslaat Jeruzalem onder Boudewijn IV.
- 19 juni - Slag bij Kalvskinnet: de birkebeiner troonpretendent in Noorwegen Sverre Sigurdsson verslaat zijn bagli tegenstander Erling Skakke
- augustus - Slag bij Jakobs Voorde: Saladin verslaat Jeruzalem en voorkomt dat de kruisvaarders een fort bouwen bij Jakobs Voorde, een belangrijk knooppunt van wegen en oversteekplaats van de Jordaan
- 29 september - Paus Alexander III moet Rome opnieuw verlaten. Zijn tegenstanders roepen Lando van Sezzo als Innocentius III tot (tegen)paus uit.
- 1 november - Filips, de zoon van de zieke Lodewijk VII van Frankrijk, wordt tot medekoning gekroond.
- Taira no Kiyomori grijpt de macht in Japan. Hij laat zijn tegenstanders in belangrijke posities vervangen door vertrouwelingen en zet ex-keizer Go-Shirakawa gevangen.
- In de bul Manifestis probatum erkent paus Alexander III Portugal als volledig onafhankelijk land met Alfons I als koning.
- Rudolf van Zähringen, prins-bisschop van Luik verwoest in een strijd tegen Gerard van Loon de burcht van Loon. Gerard wordt gedwongen het graafschap Duras aan Luik af te staan.
- De Almohaden heroveren Abrantes op Portugal.
- Het klooster Drigung wordt gesticht.
- De Westminster School wordt gesticht.
- Begin van de nieuwbouw van de kathedraal van Palermo.
- 10 maart - Bij Antarctica vindt de eerste zonsverduistering van de Saros-serie 126 plaats.
- oudst bekende vermelding van: Auschwitz, Egem, Fischlham, Helmond, Kwaadmechelen, Machelen, Oranienbaum, Pailhe, Pamel, Tennenbronn

## Opvolging
- Angoulême - Willem VI opgevolgd door zijn zoon Wulgrin III
- Aumale - Willem opgevolgd door zijn dochter Hawise
- patriarch van Constantinopel - Theodosius I Borradiotes in opvolging van Chariton
- Joigny - Reinoud IV opgevolgd door zijn zoon Willem
- Olomouc - Wenceslaus opgevolgd door Koenraad Otto
- tegenpaus - Lando van Sezze als Innocentius III in opvolging van Calixtus III
- Tempeliers (grootmeester) - Odo van Saint-Amand opgevolgd door Arnoldus van Torroja
- Toron - Humfred II opgevolgd door zijn kleinzoon Humfred IV

## Afbeeldingen

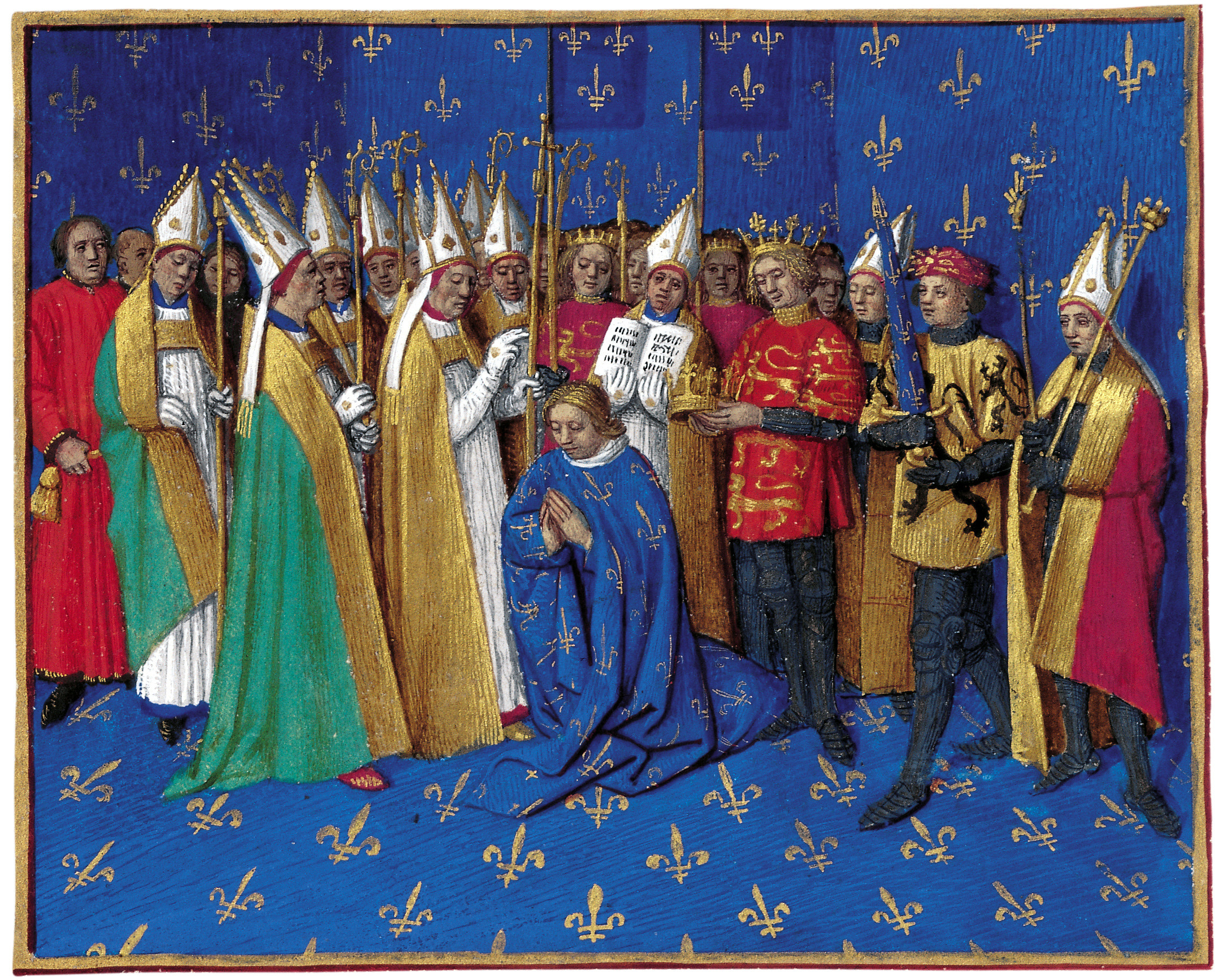
Kroning van Filips II, (mede)koning van Frankrijk
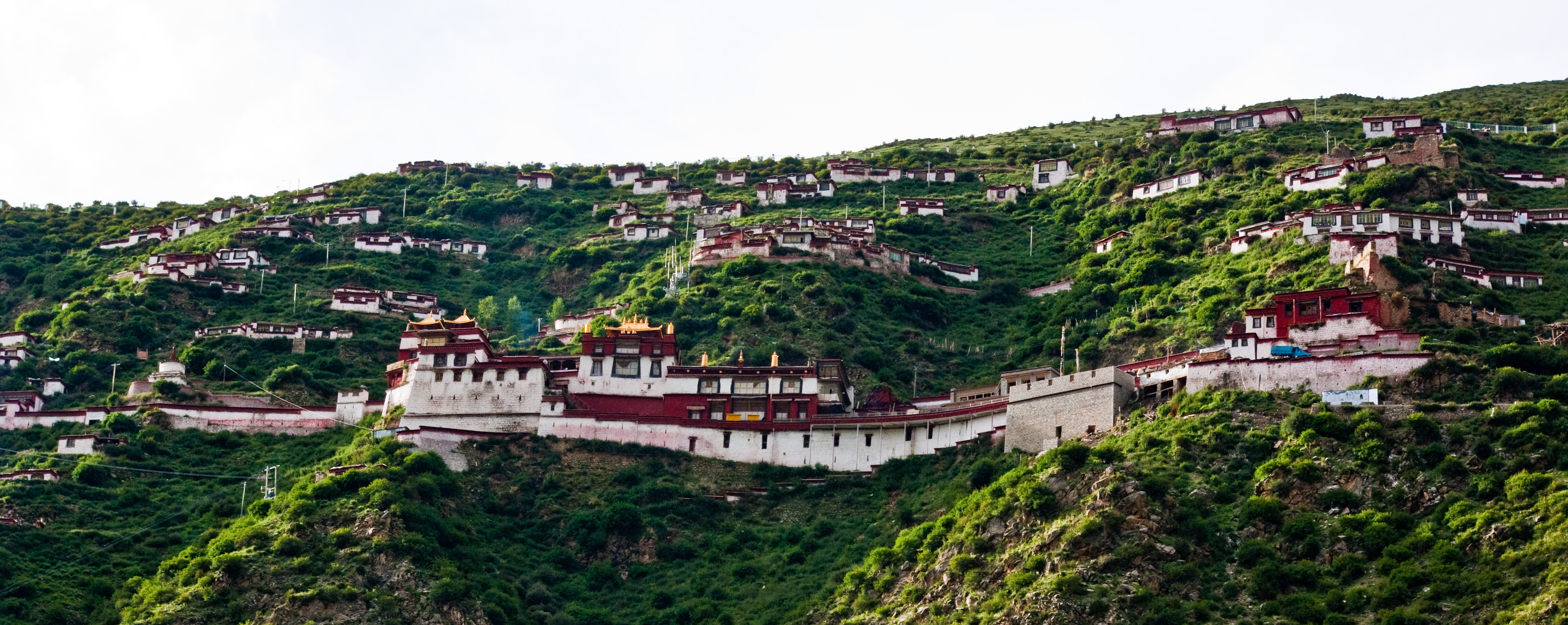
Drigung
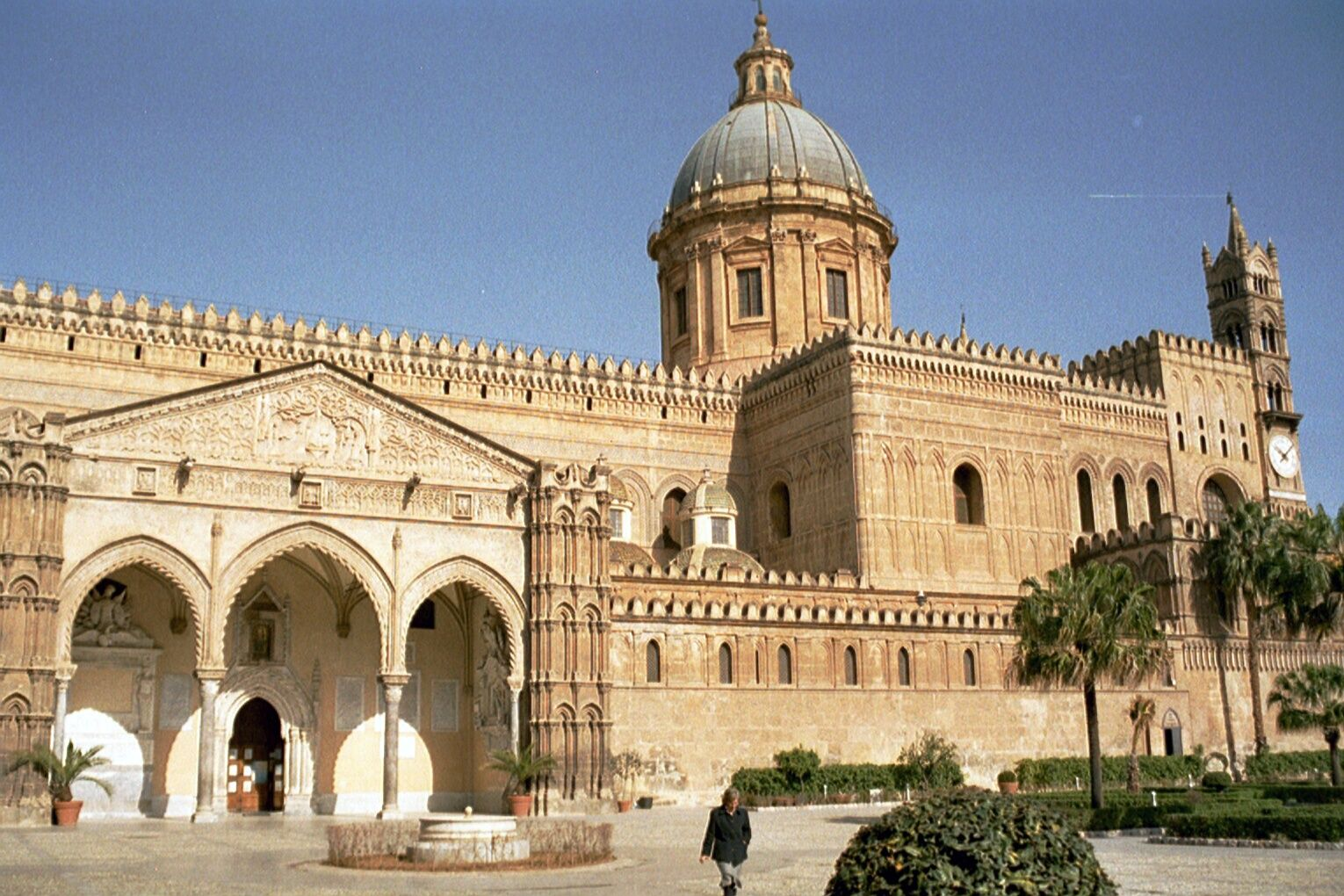
Kathedraal van Palermo

## Geboren
- Snorri Sturluson, IJslands dichter
- Casimir I, hertog van Opole (jaartal bij benadering)
- Constance van Aragón, echtgenote van keizer Frederik II (jaartal bij benadering)
- Herman van Salza, grootmeester van de Duitse Orde (jaartal bij benadering)

## Overleden
- 22 april - Humfred II van Toron (~61), Jeruzalems edelman
- 7 augustus - Willem VI, graaf van Angoulême
- 20 augustus - Willem, graaf van Aumale
- 2 september - Taira no Shigemori (~41), Japans staatsman
- 17 september - Hildegard van Bingen (81), Duits mystica
- Petrus Comestor, Frans theoloog
- Reinoud IV, graaf van Joigny
- Sancha van Castilië (~42), echtgenote van Sancho VI van Navarra
- Calixtus III, tegenpaus (1168-1178) (jaartal bij benadering)